# اس‌دی. کااف‌ست. ۲۵۱
اس‌دی. کااف‌ست. ۲۵۱ (به آلمانی: Sd.Kfz. 251) یک خودروهای زرهی جنگ جهانی دوم آلمان که توسط شرکت هانوماگ طراحی شده است.

## طراحی
در مجموع چهار مدل (آ تا ده) وجود دارد که اساس حداقل به ۲۲ نوع مختلف تقسیم می‌شود. ایده اولیه آن وسیله نقلیه ای بود که توانایی انتقال نفرات را در میادین جنگ بر عهده بگیرد.
صفحات زره جلویی ۱۴٫۵ میلی‌متر ضخامت داشتند. صفحات زاویه دار و به ضخامت ۸ میلی‌متر برای محافظت در برابر گلوله‌های تفنگ و مسلسل استاندارد طراحی شده‌اند.
دو مدل نخست از سال ۱۹۳۹ با تعداد کمی تولید شدند. مدل‌های آ و ب را می‌توان با ساختار زرهی که شامل دو صفحه زره ذوزنقه شکل بود. مدل ب که از سال ۱۹۴۰ شروع به تولید شد و مدل سی که از اواسط سال ۱۹۴۲ وارد نبرد شد. در مدل‌های آ تا سی درب‌های عقب وجود داشت که به سمت بیرون باز می‌شد. مدل سی از بیشترین مدل تولیدی این خودرو بود که ساخت آن پیچیده بود و شامل بسیاری از صفحات زاویه دار بود. از اوایل سال ۱۹۴۳، مدل ده با هدف کاهش تعداد صفحات بدنه زاویه دار، ساده‌سازی طرح و در نتیجه سرعت بخشیدن به تولید ساخته شد. مدل‌های ده را می‌توان به راحتی با تک قطعه شیب دار خود در پشت، با درهای مسطح تشخیص داد. پس از پایان جنگ دوم جهانی، ارتش ایالات متحده آمریکا اقدام توسعه این وسیله کرد و پس از آن نفربرهای آبی -خاکی را ساخت.

## بهره‌برداری
مدلهای اولیه تولید این خودرو در سال ۱۹۳۹ برای لشکر یکم زرهی مورد استفاده قرار گرفت.
به منظور تسریع پیشروی آلمان و استفاده از توپخانه، لانچر ۴۰ بر روی این خودرو نصب شد.

## انواع مختلف

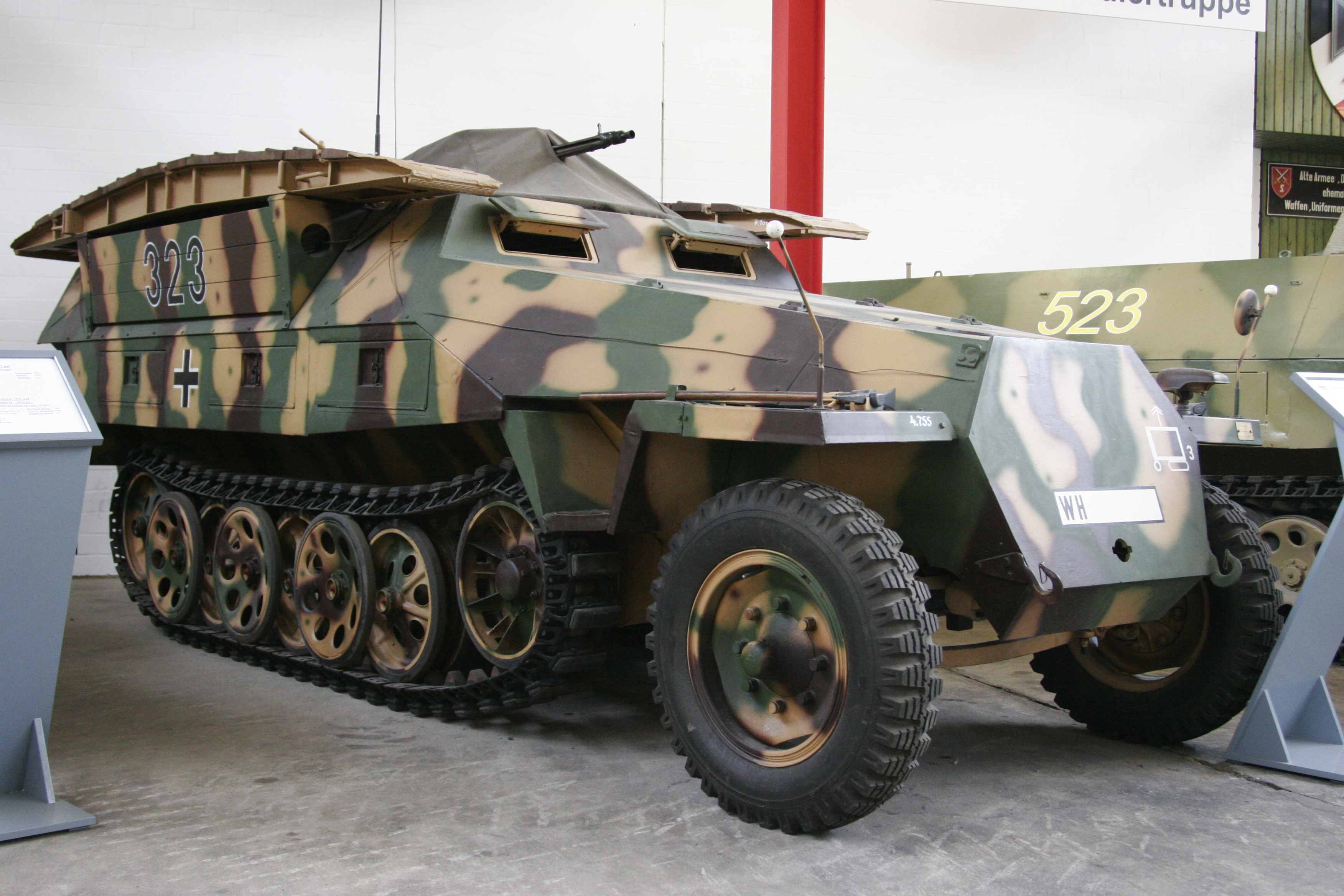
Sd.Kfz 251/7

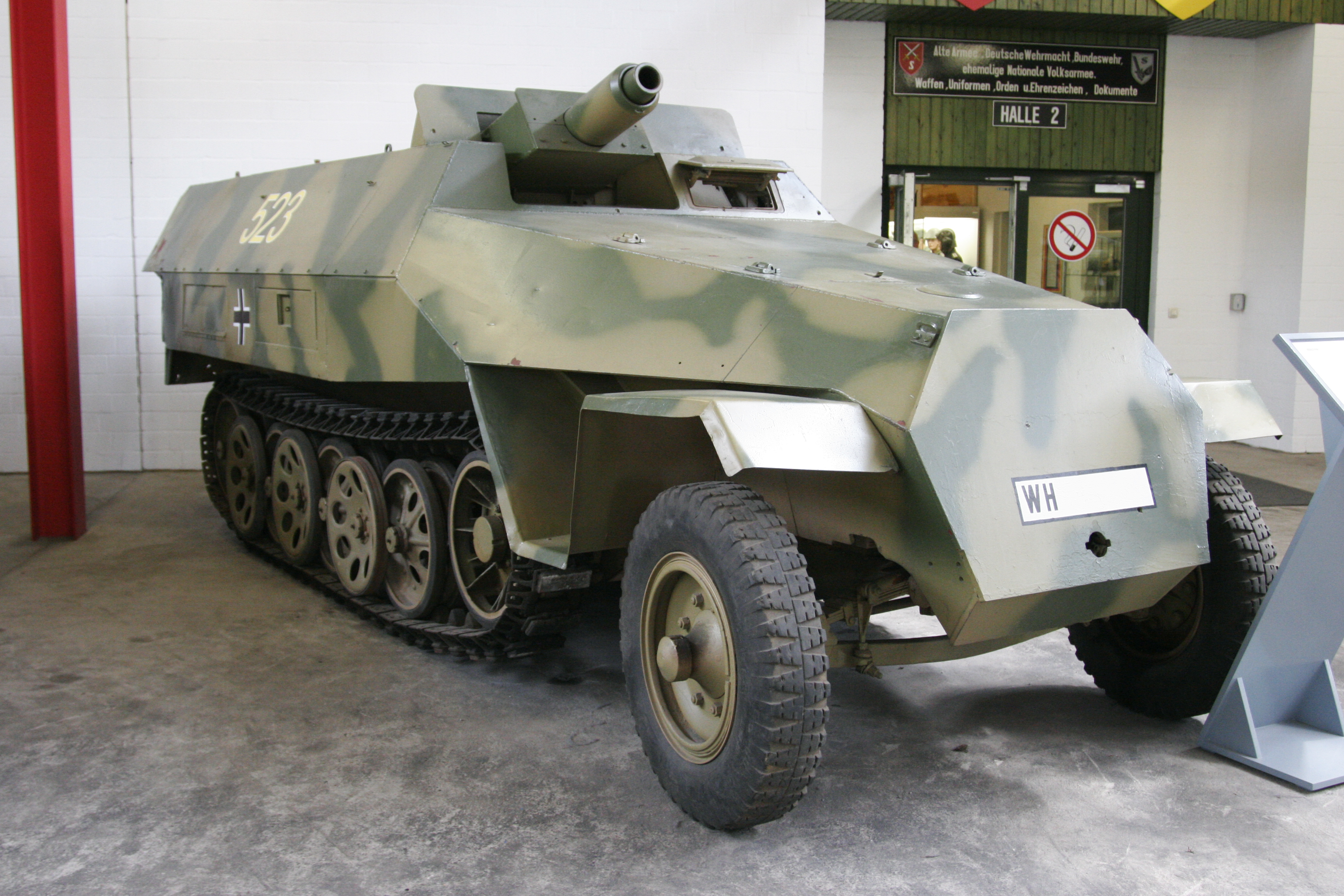
Sd.Kfz 251/9

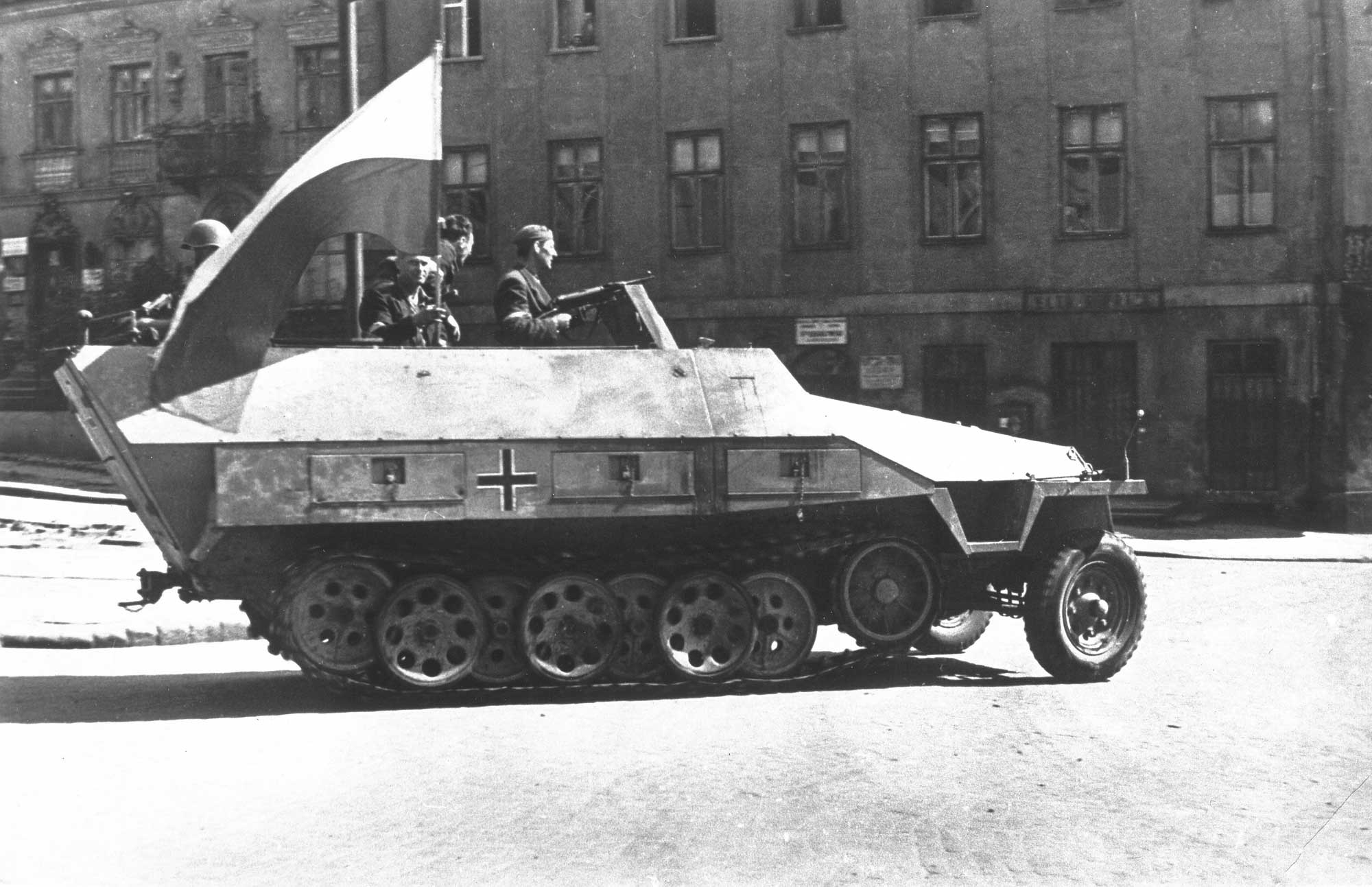
اس‌دی. کااف‌ست. ۲۵۱/۱ در زمان قیام ورشو در سال ۱۹۴۴ توسط ارتش میهنی لهستان به غنیمت گرفته شده

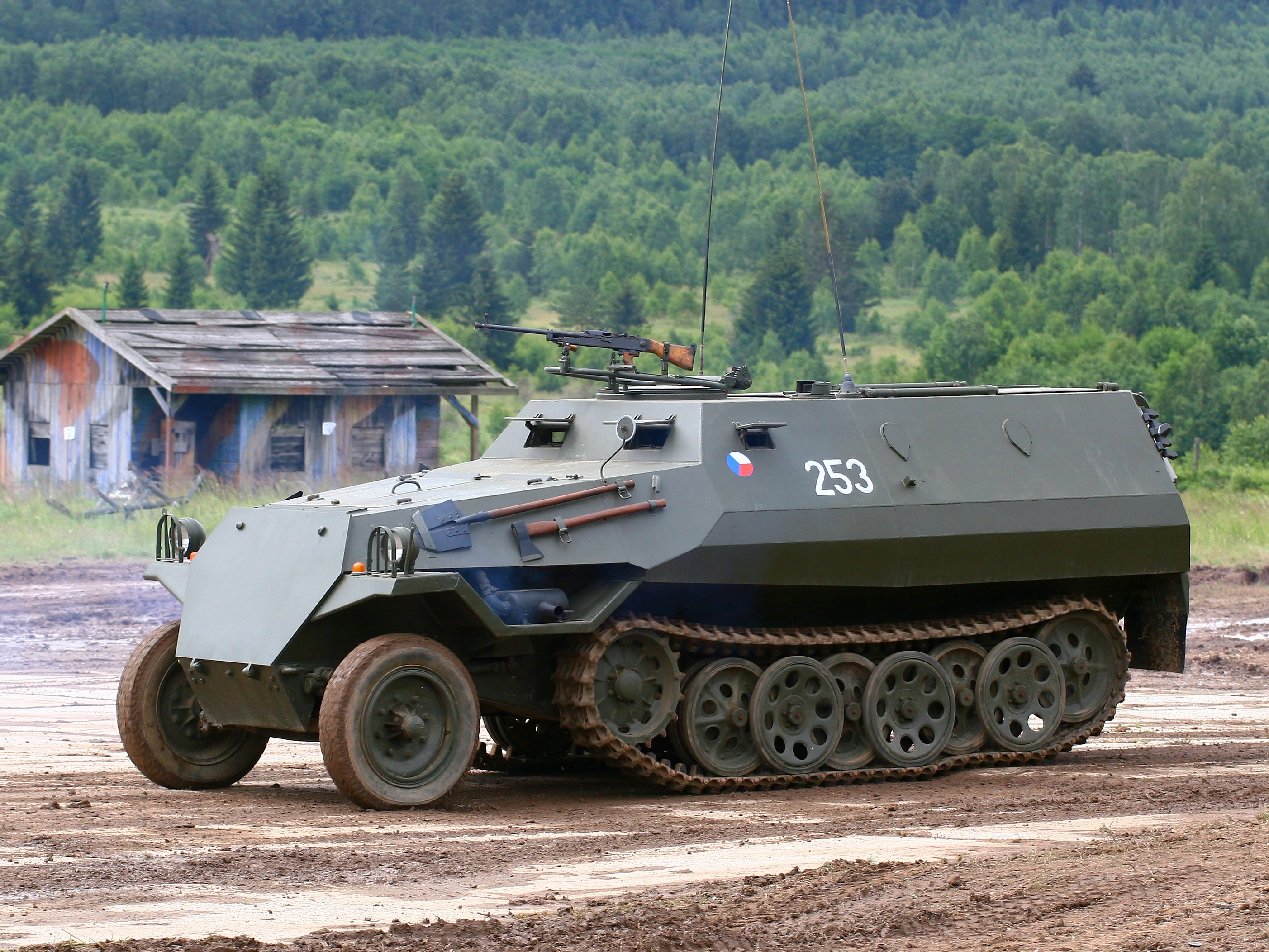
تاترا OT-810 - نسخه ساخت جمهوری چک بر اساس نمونه اس‌دی. کااف‌ست. ۲۵۱ توسط شرکت Podpolianske strojárne Detva